# Antonio Locatelli
 (août 2008).
Si vous disposez d'ouvrages ou d'articles de référence ou si vous connaissez des sites web de qualité traitant du thème abordé ici, merci de compléter l'article en donnant les références utiles à sa vérifiabilité et en les liant à la section « Notes et références ».
Pour les articles homonymes, voir Locatelli.
Antonio Locatelli, né le 17 avril 1895 à Bergame (Lombardie) et mort le 27 juin 1936 à Lekempti, dans la province de Wollega, en Éthiopie, est un aviateur, homme politique, écrivain, journaliste, peintre et dessinateur italien.

## Biographie
En 1915, Antonio Locatelli commence son service militaire, au cours duquel il obtient le brevet de pilote. Pendant la guerre, il fait partie de l'escadrille « La Serenissima », commandée par Gabriele D'Annunzio.
En 1918, il participe avec son commandant au survol de Vienne, mais son avion est abattu. Fait prisonnier, il parvient à s'évader au bout de quelques jours. Pour ce fait, il reçoit sa première médaille d’or.
En 1919, Locatelli est envoyé en Argentine pour des missions militaires. Il traverse en plein hiver le continent sud-américain et les Andes.
Il participe à la campagne de Fiume.
En 1923, il fait le tour du monde.
En 1924, Antonio tente pour la première fois de survoler l’Atlantique, en passant par le Groenland. Mais, il échoue à cause du brouillard.
De 1933 à 1934, il devient podestat de Bergame, sa ville natale.
En 1936, il s’engage dans la guerre d'Éthiopie. Il y participe comme aviateur de renseignement. Pendant une mission au sol, les troupes éthiopiennes lui tendent une embuscade. Il meurt en héros le 27 juin 1936 à l'âge de 41 ans. Il avait reçu sa deuxième médaille d’or pour valeur militaire et le gouvernement italien lui en décerna une troisième à titre posthume.

## Distinctions
- Médaille d'or de la valeur militaire